# Paul Dumol
Paul A. Dumol é dramaturgo, historiador e académico filipino.  A sua obra, Ang paglilitis kay Mang Serapio, considera-se a primeira peça modernista na arte filipina.